# Astragalus wenquanensis
Astragalus wenquanensis är en ärtväxtart som beskrevs av S.B.Ho. Astragalus wenquanensis ingår i släktet vedlar, och familjen ärtväxter. Inga underarter finns listade i Catalogue of Life.